# Bol'šie Čapurniki
Bol'šie Čapurniki (in lingua russa Большие Чапурники) è un villaggio (selo) dell'Oblast' di Volgograd, in Russia.